# Kliprand
 (décembre 2018).
Kliprand est une ville d'Afrique du Sud dans la province du Cap-Occidental située dans le district de West Coast et la municipalité de Matzikama.